# Estudios Britannia Row
Britannia Row Studios es un estudio de grabación situado en Fulham, Londres, Reino Unido.
Pink Floyd construyó los estudios originales, ubicados en la calle Britannia Row, Islington, Londres, poco después del lanzamiento de su álbum de 1975 Wish You Were Here. Utilizaron el estudio para la mezcla de su siguiente disco, Animals y para algunas partes de The Wall incluyendo los conocidos coros de "Another Brick in the Wall". Finalmente, Nick Mason se hizo cargo de los estudios, decidiendo venderlos a comienzos de los años 1990 a su actual dueña, Kate Koumi, quien lo dirige desde mediados de los años 1980.
Algunos de los artistas que han grabado en los estudios son:
- Pink Floyd
- Richard Ashcroft
- Atomic Kitten
- Björk
- James Blunt
- Kate Bush
- The Cult
- Joy Division
- Ronan Keating
- Liberty X
- Manic Street Preachers
- Dannii Minogue
- Kylie Minogue
- New Order
- Page & Plant
- Pete Doherty
- Pulp
- Sugababes
- Snow Patrol
- Supergrass
- Westlife
- Kate Nash
- Bijelo Dugme
- The Pillows